# Revolución Argentina
La «Revolución Argentina» es el nombre con el que se autodenominó la dictadura cívico-militar que derrocó al presidente constitucional Arturo Illia mediante un golpe de Estado el 28 de junio de 1966 y gobernó el país hasta el 25 de mayo de 1973. La «Revolución Argentina» no se presentó a sí misma «provisional» como en todos los golpes anteriores, sino que pretendió establecerse como un nuevo sistema dictatorial de tipo permanente luego asociado al concepto de Estado burocrático-autoritario (EBA).
La alta conflictividad política y social generada por esta dictadura incluyó una famosa fuga de cerebros, puebladas insurreccionales, la aparición de organizaciones guerrilleras y luchas internas que produjeron dos golpes palaciegos por los que se sucedieron en el poder tres dictadores militares: Juan Carlos Onganía (1966-1970), Roberto Marcelo Levingston (1970-1971) y Alejandro Agustín Lanusse (1971-1973).
Con los partidos políticos disueltos y acosada por el surgimiento de guerrillas e insurrecciones de masas, con varias puebladas entre las que se destacaron el Cordobazo y el Rosariazo, la dictadura organizó en 1973 una salida electoral con participación del peronismo (aunque impidiendo la candidatura de Juan Domingo Perón) en la que triunfó el candidato peronista Héctor J. Cámpora con el 49,53 % de los votos, quien después renunció para permitir nuevas elecciones libres en las que triunfó Perón con el 62 %.

## El golpe

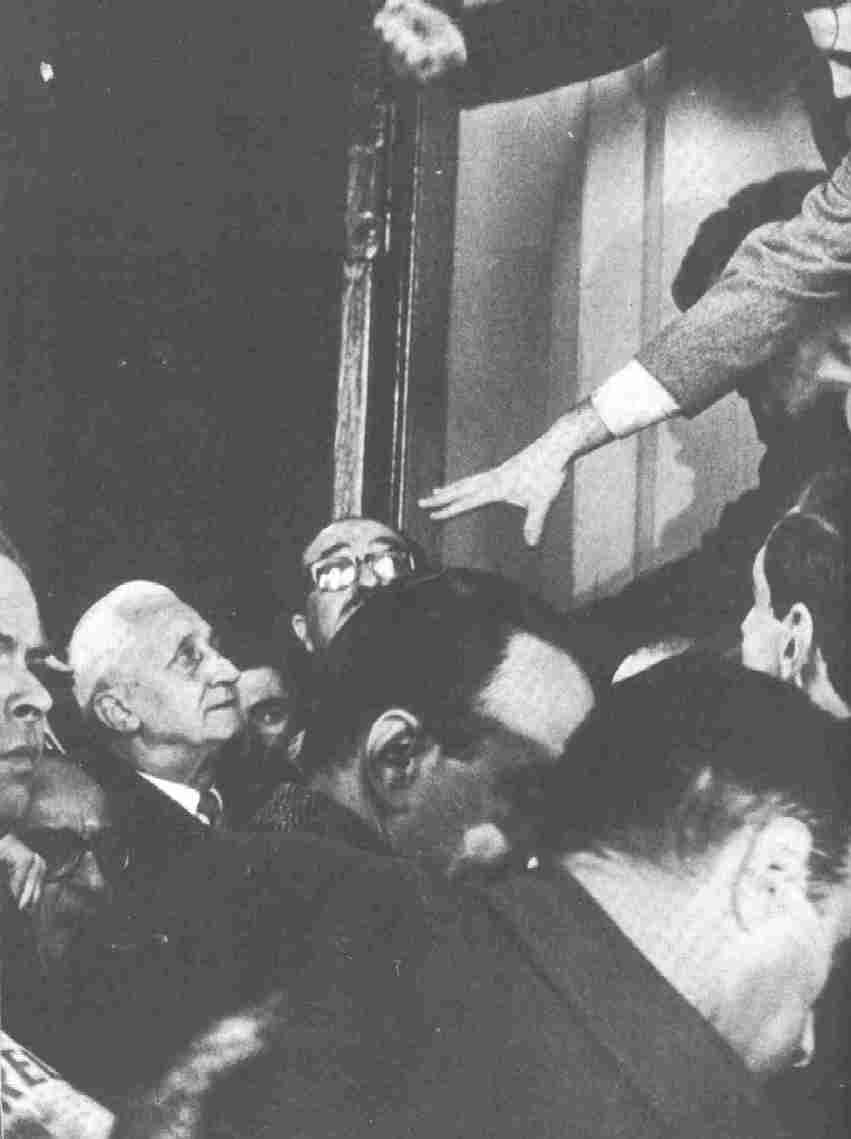
Arturo Illia abandonando la Casa de Gobierno luego de su derrocamiento. (Foto publicada por la Revista Gente).

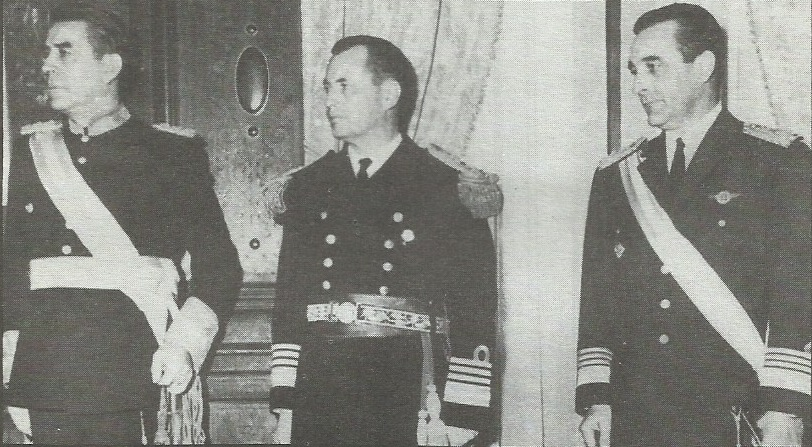
La junta militar compuesta por Pascual Pistarini, Benigno Ignacio Varela y Adolfo Álvarez tras derrocar a Arturo Illia el 28 de junio de 1966.

El gobierno de Illia fue blanco de críticas provenientes de diversos sectores, especialmente de algunos medios de prensa, que recurrieron a la imagen de una tortuga para satirizar su presunto carácter timorato y su falta de energía. Simultáneamente, esos medios alababan la personalidad de los militares, especialmente la del general Juan Carlos Onganía, contraponiéndolo con la imagen de los políticos, y alentando así a aquellos a intervenir como "salvaguarda de la Patria". El 28 de junio de 1966, la junta militar integrada por el teniente general Pascual Pistarini, el almirante Benigno Ignacio Varela y el brigadier general Adolfo Teodoro Álvarez, designan a Juan Carlos Onganía como presidente de la Nación Argentina.

### Planificación
En esa época Estados Unidos, en el marco de la Guerra Fría, ya comenzaba a impulsar abiertamente la guerra sucia y la instalación de dictaduras militares permanentes en América Latina, alimentadas desde la Escuela de las Américas instalada en Panamá, dentro de la llamada "doctrina de seguridad nacional". Como primer paso de ese camino, las Fuerzas Armadas habían instalado en 1964 un gobierno militar permanente en Brasil al revocar al presidente João Goulart (Jango).
La organización del golpe que luego llevaría al poder a Onganía corrió por cuenta del comandante del I Cuerpo de Ejército y posterior comandante en jefe del Ejército, general de división Julio Alsogaray, con la anuencia del por entonces comandante en jefe del Ejército Argentino, teniente general Pascual Pistarini.
Entre los civiles, los principales grupos empresariales participaron en el golpe de Estado y grupos católicos "cursillistas", así como el nacionalista católico filonazi Mario Amadeo, el liberal Álvaro Alsogaray, el empresario Jorge Salimei, el periodista liberal Mariano Grondona y el nacionalista Nicanor Costa Méndez. El peronismo sostenía que el gobierno de Illia carecía de legitimidad de origen por la prohibición del peronismo y la proscripción de Perón en las elecciones presidenciales 1963, y cuestionaba la política antisindical y las detenciones y asesinatos causados por la represión, razón por la cual algunos sectores peronistas, principalmente del sindicalismo, apoyaron el golpe con la esperanza de que el Ejército llamara a elecciones libres con participación del peronismo. Los expresidentes Juan Domingo Perón y Arturo Frondizi, proscriptos en elecciones de 1963, también apoyaron el golpe, movidos por la misma esperanza.

### Causas
Las filas castrenses se adherían a la doctrina de seguridad nacional, por medio de la cual las Fuerzas Armadas argentinas aseguraban defender valores nacionales, frente a la agresión marxista que tomaba la forma de guerrilla. De esta manera empezó la conspiración para tomar el poder y llevar el fin del incipiente comunismo.
El gobierno de Arturo Illia debió afrontar la debilidad derivada de haber sido elegido en elecciones en las que el peronismo estuvo proscripto, por lo que un 19,72 % del electorado votó en blanco. Illia fue elegido presidente en el colegio electoral, donde no tenía mayoría, por el apoyo de otros partidos políticos y si bien tenía la mayoría en el Senado, en Diputados era inferior.
La falta de reconocimiento de legitimidad al gobierno de Illia por parte de los simpatizantes peronistas se vio agravada por un plan de lucha del movimiento obrero lanzado en mayo de 1964 que incluyó la ocupación de once mil establecimientos industriales y que encubría, tras objetivos sociales, una ofensiva política contra el gobierno. Por su parte el gobierno no recurrió a la represión ni al estado de sitio sino que denunció a sus organizadores ante la justicia. Por otra parte, algunos sectores empresarios criticaban duramente ciertas políticas del gobierno radical, como la ley que estableció el salario mínimo vital y móvil, la Ley de Medicamentos (Ley Oñativia), la política petrolera y cierta autonomía respecto a la posición de los Estados Unidos en política internacional.
En el año 1965 el gobierno convocó a elecciones legislativas eliminando todas las restricciones que pesaban sobre el peronismo en la etapa previa. En un intento de lograr legitimidad y poder la UCRP, mediante el aprovechamiento de la escisión que sufría el peronismo con Augusto Vandor, se propuso ganarle al peronismo para constituirse en el partido más fuerte. El peronismo presentó sus propias listas de candidatos y triunfó ampliamente en las elecciones con 3 278 434 votos contra 2 734 970 de la Unión Cívica Radical del Pueblo. El triunfo del peronismo agitó la situación interna de las Fuerzas Armadas. 
Existía fuerte apoyo al golpe desde sectores de la ciudadanía como algunos órganos de prensa, que mostraban la gestión como lenta e ineficiente y llegando a caricaturizarlo como una tortuga; un poder económico irritado por las medidas en los medicamentos y contratos petroleros; una mayoría de partidos políticos en oposición, excepto el radicalismo, el comunismo y los socialistas. También pesaba un considerable sector del movimiento sindical. Ante la presión de todas estas fuerzas sobre el gobierno, consiguieron debilitarlo y derrumbarlo en la opinión pública. El general «azul» empezó a verse como la «única vía para garantizar orden y autoridad». Toda esta coalición confió en el ejército para la "modernización y organización del país".

### Consumación
El 28 de junio de 1966 a partir de la hora 3:15 a. m. se produjo el golpe militar en medio de la indiferencia de la ciudadanía. El general Alsogaray se presentó a las 5 de ese día en el despacho presidencial e "invitó a retirarse" al Presidente. Este se negó inicialmente, pero a las 07:20, al ver el despacho invadido por efectivos policiales con pistolas lanzagases y rodeada la Casa Rosada por las tropas, Illia optó por abandonar el sitio. Al día siguiente asumió Onganía.

### Las juntas militares
Al tomar el poder, los militares golpistas anunciaron un Acta de la Revolución Argentina mediante la cual constituían una Junta Revolucionaria con los comandantes en jefe de las tres Fuerzas Armadas que asumía el poder político y militar del país. Entre los años 1966 y 1973 se formaron tres juntas, integradas por los titulares de cada una de las tres fuerzas. Las juntas se adjudicaron a sí mismas la facultad de establecer normas de rango constitucional y supraconstitucional, y de designar al presidente y otros altos funcionarios.
Esta Junta Revolucionaria se constituyó por el teniente general Pascual Pistarini, el almirante Benigno Ignacio Varela y el brigadier general Adolfo Teodoro Álvarez. Esta primera junta se autodisolvió cuando Juan Carlos Onganía asumió como presidente de facto.

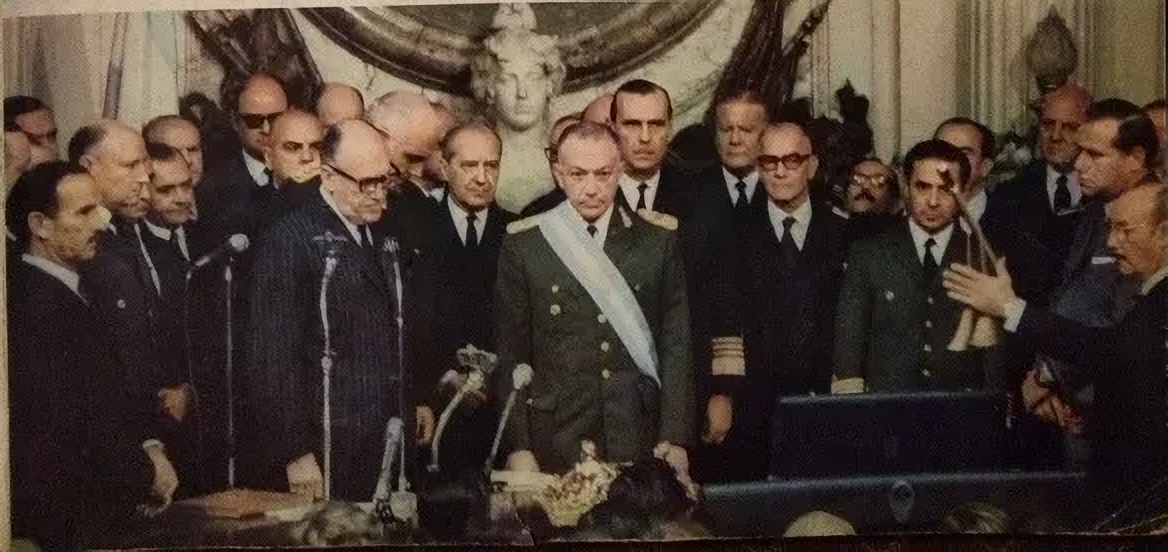
Levingston al asumir (de facto) la presidencia de la nación. 18 de julio de 1970.

El 8 de junio de 1970, se conformó la Junta de Comandantes, que echó a Onganía y designó a Roberto Marcelo Levingston para asumir la suma de los poderes ejecutivo y legislativo, nacionales y provinciales, con el título de presidente. No se autodisolvió como la primera. Esta segunda junta no se autodisolvió y se conformó por el teniente general Alejandro Agustín Lanusse, el almirante Pedro Alberto José Gnavi y el brigadier general Carlos Alberto Rey. Gnavi sería reemplazado por Carlos Guido Natal Coda.

## El Estado burocrático autoritario de 1966 a 1973
Durante estos años el país se rigió por el Estatuto de la Revolución Argentina, colocado al mismo nivel jurídico que la Constitución Nacional. Se eliminaba así la división de poderes tal como estaba prevista en la Constitución: Los poderes ejecutivos y legislativo se concentraban en el presidente. Este estaba facultado a nombrar gobernadores, los que a su vez ejercían poder ejecutivo y legislativo. Además los nuevos jueces designados para la Corte Suprema debían jurar priorizando sus disposiciones por sobre la Constitución. Bajo la premisa del control autoritario, la Junta se auto-designó poderes constituyentes.
Las expectativas de un prolongado gobierno de los militares golpistas estaban reflejadas en una de sus más repetidas consignas: «la Revolución argentina tiene objetivos, pero no plazos». Se prohibieron los partidos políticos, así como todo tipo de participación política por parte de la ciudadanía; rigió en forma casi permanente el estado de sitio y se vieron cortados derechos civiles, sociales y políticos.

### Objetivos de la revolución
Debían plasmarse transitando tres tiempos para así lograr la estabilidad y eliminar el enemigo comunista:
- Tiempo económico: buscaría destrabar el desarrollo industrial, facilitando la acumulación de los sectores modernos. Estos al disminuir los costos operativos, constituirían un aparato productivo más eficiente, acabando la inflación y recurrentes ciclos depresivos.
- Tiempo social: una vez alcanzado el primero se buscaría redistribuir la riqueza, superando el carácter regresivo e inevitable de la etapa anterior y eliminando conflictos sociales.
- Tiempo político: en última instancia del plan se llegaría a la apertura democrática para la sociedad en el marco de un incógnito sistema institucional distinto al vigente hasta 1966 sin antinomias de peronistas vs antiperonistas.

### Desempeño económico
| Año  | PIB per cápita (PPA 2011) | Crecimiento del PIB (% anual) | Inflación (% anual) |
| ---- | ------------------------- | ----------------------------- | ------------------- |
| 1966 | 10.076 US$                | -0,7%                         | 25,6%               |
| 1967 | 10.200 US$                | 3,2%                          | 29%                 |
| 1968 | 10.485 US$                | 4,8%                          | 10,3%               |
| 1969 | 11.217 US$                | 9,7%                          | 7,8%                |
| 1970 | 11.639 US$                | 3%                            | 6,5%                |
| 1971 | 12.003 US$                | 5,7%                          | 31,3%               |
| 1972 | 12.170 US$                | 1,6%                          | 64,2%               |
| 1973 | 12.691 US$                | 2,8%                          | 65,5%               |

## Gobierno de Onganía (1966-1970)
Tres gestiones se repartieron en este período. La primera fue conocida como el «Onganiato», presidida por el general Juan Carlos Onganía, cabeza del golpe del 28 de junio y representante de la vieja facción azul del Ejército. Onganía gobernó desde el 29 de junio de 1966 hasta el 8 de junio de 1970, cuando tuvo que entregar el poder debilitado por el «Cordobazo», el secuestro y asesinato del exdictador Pedro Eugenio Aramburu por parte de Montoneros y el deterioro de la situación económica.
Inmediatamente asumido, procuró el acercamiento a los Estados Unidos, que tardaron hasta el 15 de julio de 1966 para el reconocimiento diplomático del nuevo Gobierno. En cuanto al plano ideológico, el Gobierno era afín a los Estados anticomunistas y que sostuvieran la doctrina de la seguridad nacional, como la dictadura militar en Brasil. El 5 de agosto de 1966, el Consejo de la OEA resolvió retrasar la reunión de cancilleres americanos; meses más tarde, esta se realizó en Argentina.
Su gobierno se caracterizó por un inicial período de estabilidad y crecimiento económico del 5 % acompañado por una baja inflación, que fue alcanzado gracias al plan económico impulsado por Adalbert Krieger Vasena. Este plan se valía de una gran cantidad de medidas económicas tendientes a liberar los mercados y facilitar el camino para la llegada de importantes inversiones extranjeras. Fueron suprimidos los derechos gremiales y reprimidas las huelgas y actividades obreras.
Una de las primeras medidas fue la creación del Consejo Nacional de Seguridad (CONASE), el Consejo Nacional de Desarrollo (CONADE) y el Consejo Nacional de Ciencia y Técnica (CONACYT). El Gobierno de facto entendía que la seguridad nacional y el desarrollo económico debían ser conducidos de modo conjunto.
Este primer Gobierno también fue caracterizado por una marcada intolerancia hacia las universidades argentinas, consideradas desde el Gobierno como «cunas de la subversión y el comunismo», llegándose a censurar las actividades de los centros de estudiantes. Una de las acciones más famosas de su presidencia se conoció como la «Noche de los Bastones Largos», ocurrida el 29 de julio de 1966, operativo en el cual la Policía Federal Argentina irrumpió en la Universidad de Buenos Aires y aplastó una resistencia estudiantil al golpe, desalojando tanto a profesores como alumnos; lo que provocó que numerosos docentes, intelectuales e investigadores de las universidades nacionales se exiliaran del país. Durante aquel episodio, el profesor estadounidense Warren Ambrose fue golpeado por un policía. Ante esto, el Departamento de Estado pidió explicaciones a los militares argentinos y dio por cerrado al asunto después de las críticas a la represión por parte del propio Onganía.
Uno de los logros de los objetivos de Onganía fue la celebración en Buenos Aires de la Tercera Conferencia Interamericana Extraordinaria y la IX Reunión de Consulto de Ministros de Relaciones Exteriores, entre el 15 y 27 de febrero de 1967. Poco después ratificó el Tratado de Tlatelolco de 1967 para la Proscripción de Armas Nucleares en América Latina y el Caribe, pero se rehusó a acatar la política de desnuclearización de América Latina impulsada por EE. UU, absteniéndose de firmar el Tratado de No Proliferación Nuclear del 1 de julio de 1968. Frente a esa decisión el Congreso de los Estados Unidos restringió el flujo de armas hacia la Argentina. Onganía lanzó entonces el Plan Europa, para dejar de depender tanto del país norteamericano.
Al comenzar 1969 el gobierno de Onganía se había fortalecido debido a los buenos resultados macroeconómicos. El régimen consideró entonces que era momento de profundizar el proceso. El 28 de marzo Onganía dio un discurso para anunciar que la Revolución Argentina entraba en la etapa "del tiempo social" y la estructuración de un Nuevo Estado basado en los principios del "participacionismo" y del "comunitarismo".

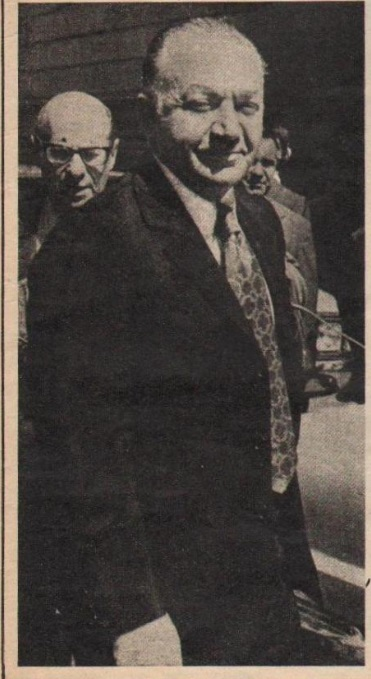
Roberto Marcelo Levingston, con traje de civil, en 1974, sonriendo para la cámara.

Entre el 29 y 30 de mayo de 1969, ocurrió en la ciudad de Córdoba un episodio conocido como el «Cordobazo», que produjo una profunda crisis política que cobró la salida del ministro Krieger Vasena, y un año más tarde, de Onganía.
El 29 de junio de 1969 —tercer aniversario del golpe de Estado—, David Rockefeller visitó Argentina como parte de una gira por América Latina. Dicha visita suscitó dos protestas, horas antes del asesinato de Augusto Timoteo Vandor, secretario general de la Unión Obrera Metalúrgica.
El 8 de junio de 1970, Onganía fue reemplazado por la Junta de Comandantes en Jefe de las tres Fuerzas Armadas, designando en su lugar al general Roberto Marcelo Levingston, un desconocido militar de inteligencia que por entonces desempeñaba ignotas funciones en los Estados Unidos, y quien gobernó hasta marzo de 1971.

## Gobierno de Levingston (1970-1971)
El general Levingston expresaba a un sector nacionalista-desarrollista de las Fuerzas Armadas apoyado por los radicales intransigentes, que designó al economista radical Aldo Ferrer como ministro de Economía. Presionado a convocar a elecciones por los partidos políticos que comenzaban a reorganizarse en La Hora del Pueblo se produjo un golpe interno mediante el cual Levingston fue derrocado por el propio comandante en jefe del Ejército y hombre fuerte de la Revolución Argentina, el general Alejandro Agustín Lanusse.
En 1971, Estados Unidos sufrió una crisis económica que dio como resultado una apertura de los mercados agropecuarios hacia el Bloque del Este.

## Gobierno de Lanusse (1971-1973)
Este nuevo presidente de facto gobernó de marzo de 1971 a mayo de 1973, y al igual que sus predecesores, su período de gobierno fue visto asimismo con gran antipatía y rechazo de parte de la población. Pese a ello su gestión se caracterizó por una gran inversión en importantes obras de infraestructura nacional (rutas, puentes, represas, etc.).
La represión aumentó con la creación de la Cámara Federal en lo Penal de la Nación (CFPN), por Decreto-Ley N.º 19 053 (publicada el 1 de junio de 1971), aplicando un proyecto del ministro de Justicia Jaime Perriaux.
En un clima de creciente inestabilidad política se cometieron actos de terrorismo de Estado, como la masacre de Trelew, se profundizó el accionar de organizaciones armadas clandestinas tales como el Ejército Revolucionario del Pueblo, los Montoneros, las Fuerzas Armadas Revolucionarias, y ante la creciente presión tanto de los simpatizantes peronistas como del propio Perón desde su exilio en Madrid.
Lanusse preparó el terreno para la vuelta de un gobierno civil, e intentó formar una suerte de "peronismo sin Perón" en su frustrado proyecto político, al cual denominó el Gran Acuerdo Nacional (GAN). Para ello designó como ministro del Interior a Arturo Mor Roig, un destacado miembro de la Unión Cívica Radical que contó con el apoyo de los partidos políticos a través de La Hora del Pueblo.
Entre los militares y economistas había temor por las amenazas de que el orden económico y social podría verse afectado. Se temió la convergencia entre las insurrecciones urbanas y el accionar de la guerrilla. Frente a este escenario Perón parecía el único político capaz de encauzar la rebelión y pacificar los ánimos. Pasó a ser la salvación de Argentina ante la conmoción social.

## La salida electoral y su fin
En 1972, el Gobierno militar convocó a elecciones generales ante las exigencias de los ilegalizados partidos políticos, ya durante el Gobierno de Levingston, había confeccionado y consensuado por su parte el documento La Hora del Pueblo donde se proponía la salida electoral sin proscripciones.
Lanusse, ante las peligrosas tensiones emergidas a partir de 1969, debió optar entre una dictadura de imprevisibles consecuencias y una salida electoral. Levantó la proscripción al Partido Justicialista, desafió al líder a regresar al país para no ser proscripto en 1973, pero la mantuvo sobre Juan Domingo Perón, al elevar la cantidad de años de residencia necesarios para ser electo Presidente, requisito que Perón no cumplía por haber estado exiliado 18 años en España. En un agónico intento por causar la derrota de Perón reformó el sistema de balotaje. Según los cálculos militares el peronismo no iba alcanzar la mayoría en la 1.ª vuelta y sería derrotado en la 2.ª por una alianza de fuerzas políticas.
En las elecciones resultó elegido con el 49,6 % Héctor José Cámpora, candidato del Frente Justicialista de Liberación Nacional (FREJULI), coalición encabezada por el Partido Justicialista bajo la tutela del propio Perón, junto a otros partidos menores y ocasionales aliados políticos. El eslogan de campaña que lo hizo triunfar era: «Cámpora al Gobierno, Perón al poder».